# Vyskakovací reklama

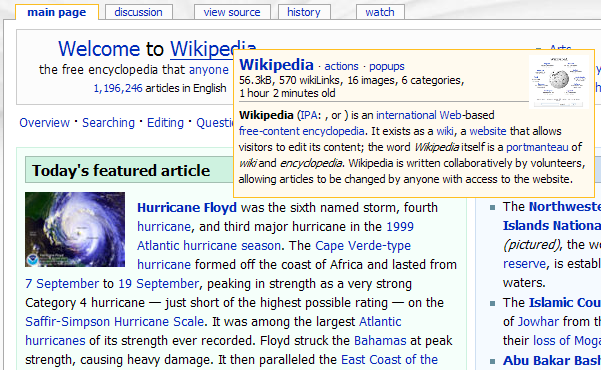
Popup jednoho z pomocných programů pro Wikipedii

Vyskakovací reklama (anglicky pop-up ads, v překladu rychle se vynořit) je forma internetové reklamy na webových stránkách. Pro vyskakovací reklamu využívá element grafického uživatelského rozhraní, obvykle malé okno, které se znenadání objeví nad ostatními vizuálními elementy na obrazovce a zakryje je. Může se objevit na libovolném místě obrazovky a využít dialogová okna, vyskakovací oznámení nebo okno kontextové nápovědy na pozici kurzoru počítačové myši. Vytvořeno je obvykle pomocí JavaScriptu. Někdy využívá bezpečnostních chyb, jako je XSS (Cross-site scripting) nebo zranitelnost či nedostatek v zabezpečení prohlížeče.

## Charakteristika

### Pop-up reklama
Výraz pop-up se v současnosti[kdy?] používá především pro samostatná „vyskakovací“ okna, které často otevírají (zejména použitím JavaScriptu) různé webové stránky k zobrazování reklamy. Tato praxe je všeobecně pokládána za velmi rušivou a obtěžující pro uživatele; moderní kvalitní webové prohlížeče lze nastavit tak, že zobrazování vyskakovacích oken automaticky blokují.

### Pop-under reklama
Zvláštní formou pop-up oken jsou okna pop-under (popunder). Jsou používána za cílem skrýt otevřené pop-up. Pop-under se otevírají jako klasické pop-up, ale většinou ihned zmizí pod původní stránku. Tohoto chování lze docílit pomocí JavaScriptu. Pop-under okna se nyní[kdy?] na internetu používají častěji[zdroj?] než klasická pop-up, jelikož je možnost, že si ho uživatel nebo čtenář stránky nevšimne při jeho otevření a objeví ho, až když zavře stránku, s kterou pracoval. Takovýto uživatel je obvykle zmaten, protože tuto stránku sám neotevíral, a snaží se na stránce najít něco povědomého. Pop-under jsou efektivnější reklamou než klasická pop-up,[zdroj?] protože je vyšší šance, že se uživatel do stránky začte a nezavře ji už při vyskočení (mnohdy ještě před načtením obsahu pop-up).

### Možnost obrany
I když je pop-up velice nepříjemnou formou reklamy, svá nejlepší léta má již za sebou.[kdy?] Téměř každý moderní webový prohlížeč dnes obsahuje filtr, který zabraňuje otevírání nevyžádaných pop-up oken. Pro starší prohlížeče jsou k dispozici doplňkové nástroje.
Prohlížeč Internet Explorer dlouho neobsahoval ochranu proti pop-up reklamním oknům. Existovaly různé doplňky (zejména lišty – například od Google nebo Seznam.cz), které tuto ochranu dodávaly. Od vydání opravného balíku SP2 pro Windows XP obsahuje Internet Explorer tuto funkci již v základní instalaci.
Ochrana proti reklamním pop-up oknům bývá někdy problematická. Prohlížeče totiž mohou blokovat každé okno, které se otevírá automaticky, některé stránky však mohou další okna otevírat se souhlasem uživatele.
Forma upozornění na vyskakovací okno je různá: v některých prohlížečích se zobrazuje pouze malá ikonka s upozorněním, někde větší proužek. Může se proto lehce stát, že uživatel vyžádané nové okno očekává, malého upozornění si nevšimne a je zmaten.